# Wasser- und Schifffahrtsdirektion Nordwest

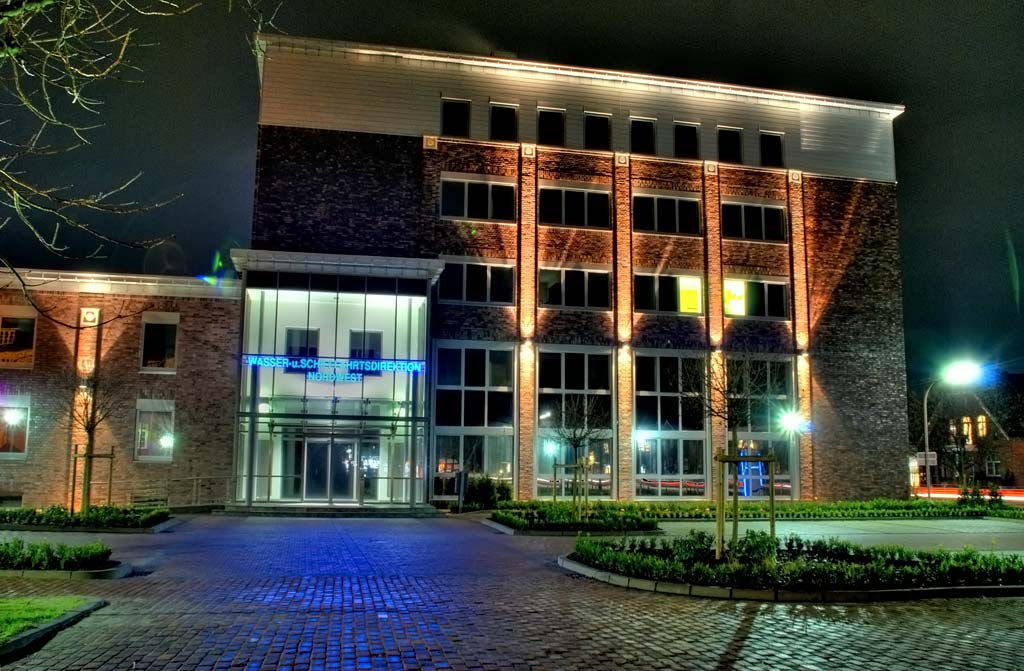
Die Wasser- und Schifffahrtsdirektion Nordwest in Aurich

Die Wasser- und Schifffahrtsdirektion Nordwest (WSD Nordwest) war eine Bundesmittelbehörde und dem Bundesministerium für Verkehr, Bau und Stadtentwicklung (BMVBS) nachgeordnet. Der Sitz war in Aurich.
Am 1. Mai 2013 wurde die Behörde zunächst eine Außenstelle der Generaldirektion Wasserstraßen und Schifffahrt (GDWS) und mit dem Inkrafttreten des WSV-Zuständigkeitsanpassungsgesetzes (BGBl. Teil 1 Nr. 24 Jahrgang 2016, S. 1257ff) am 1. Juni 2016 zum Standort Aurich der GDWS.

## Zuständigkeit
Die Wasser- und Schifffahrtsdirektion Nordwest war zuständig für die Gewährleistung der Sicherheit und die Leichtigkeit des Verkehrs auf den Bundeswasserstraßen der niedersächsischen Nordseeküste, der Unter- und Außenweser mit ihren Zuflüssen und der Unteren Ems.
Die Behörde hatte in diesem Zusammenhang für die Unterhaltung und den Neu- und Ausbau dieser Wasserstraßen zu sorgen. Sie war zuständig für die Gefahrenabwehr, den Betrieb der Schifffahrtsanlagen wie Schleusen, Pegel, Wehre und Schöpfwerke. Sie hatte die Schifffahrtszeichen auf den Wasserstraßen ihres Zuständigkeitsbereichs zu setzen. Die Wasser- und Schifffahrtsdirektion als Schifffahrtspolizei lenkte und regelte den Verkehr auf den Wasserstraßen, untersuchte dort verkehrende Schiffe auf ihre Sicherheit, erteilte Befähigungsnachweise zum Betreiben von Schiffen und hatte Umweltschäden durch Schiffe zu verhüten.

## Nachgeordnete Behörden
Der Wasser- und Schifffahrtsdirektion Nordwest waren folgende Behörden unterstellt:
- Wasser- und Schifffahrtsamt Bremen, dann Wasserstraßen- und Schifffahrtsamt Bremen
- Wasser- und Schifffahrtsamt Bremerhaven, dann Wasserstraßen- und Schifffahrtsamt Bremerhaven
- Wasser- und Schifffahrtsamt Wilhelmshaven, dann Wasserstraßen- und Schifffahrtsamt Wilhelmshaven, alle drei zusammen seit dem 8. April 2019 Wasserstraßen- und Schifffahrtsamt Weser-Jade-Nordsee
- Wasser- und Schifffahrtsamt Emden, dann Wasserstraßen- und Schifffahrtsamt Emden, seit dem 15. Januar 2020 Wasserstraßen- und Schifffahrtsamt Ems-Nordsee